# Michaił Sokołow
Michaił Filippowicz Sokołow (ros. Михаил Филиппович Соколов, ur. 27 września 1892 w Ludinowie w guberni orłowskiej, zm. 22 kwietnia 1938 w Woroneżu) – radziecki działacz partyjny i państwowy.

## Życiorys
W 1911 wstąpił do SDPRR, po rewolucji październikowej służył w Armii Czerwonej i był sekretarzem Komitetu Powiatowego RKP(b) w Żyzdrze w guberni kałuskiej, a 1922-1923 sekretarzem odpowiedzialnym Komitetu Powiatowego RKP(b) w Bieżycy w guberni kałuskiej. W latach 1923–1925 był sekretarzem odpowiedzialnym Komitetu Gubernialnego RKP(b) w Briańsku, 1925-1926 kierownikiem Wydziału Organizacyjnego Komitetu Gubernialnego RKP(b)/WKP(b) w Briańsku, od 1926 słuchaczem kursów marksizmu-leninizmu, a 1933-1934 przewodniczącym Centralno-Czarnoziemskiej Obwodowej Komisji Kontrolnej WKP(b). Następnie do 1937 był sekretarzem Kolegium Partyjnego Komisji Kontroli Partyjnej przy KC WKP(b) na obwód gorkowski (obecnie obwód niżnonowogrodzki), a do grudnia 1937 kierownikiem Wydziału Szkół i Wyższych Uczelni Komitetu Obwodowego WKP(b) w Woroneżu.
8 grudnia 1937 został aresztowany, następnie skazany na śmierć przez Wojskowe Kolegium Sądu Najwyższego ZSRR pod zarzutem udziału w prawicowo-trockistowskiej terrorystycznej organizacji dywersyjnej i stracony w ramach wielkiej czystki. 13 czerwca 1956 pośmiertnie zrehabilitowany.